# Catani
Catani är en del av en befolkad plats i Australien. Den ligger i kommunen Cardinia och delstaten Victoria, omkring 73 kilometer sydost om delstatshuvudstaden Melbourne.
Närmaste större samhälle är Pakenham South, omkring 13 kilometer nordväst om Catani.
Trakten runt Catani består till största delen av jordbruksmark. Runt Catani är det glesbefolkat, med 14 invånare per kvadratkilometer. Genomsnittlig årsnederbörd är 1 332 millimeter. Den regnigaste månaden är juni, med i genomsnitt 166 mm nederbörd, och den torraste är januari, med 57 mm nederbörd.